# ヴァイオリンソナタ第8番 (ベートーヴェン)
ルートヴィヒ・ヴァン・ベートーヴェンのヴァイオリンソナタ第8番（ヴァイオリンソナタだいはちばん）ト長調作品30-3は第7番同様にロシア皇帝アレクサンドル1世に献呈された「アレキサンダー・ソナタ」の一つ。

## 曲の構成
第6番以来の連作として、深刻な前作と調整をとっており明るく簡潔な曲想。室内楽の華やかさが特徴で、技術上の負担が少ないことから演奏機会は多い。
第1楽章　Allegro assai
ソナタ形式。ト長調、8分の6拍子。第1主題はヴァイオリンとピアノとのユニゾンで力強く登場する。第2主題は穏やかなC-H-E-D-C-H-H-Gis-A-A-H-Cの跳躍のない音型。展開部は遠隔調のイ短調。
第2楽章　Tempo di minuetto ma molto moderato e grazioso
静かな緩徐楽章。変ホ長調、4分の３拍子。付点リズムが特徴的な複合三部形式。ピアノとヴァイオリンが交互にG-As-F-B-D-Esの主題を奏でる。
第3楽章　Allegro vivace
ロンド形式。ト長調、4分の2拍子。活気に満ちた律動的な楽章。時に「熊のダンス」と呼ばれる。